# Валлнер, Карл Андре
Карл Андре Валлнер (эст. Karl Andre Vallner; род. 28 февраля 1998, Лоо, Харьюмаа) — эстонский футболист, вратарь. Игрок сборной Эстонии.

## Биография
Начинал заниматься футболом в клубе «Лоо», затем занимался в таллинских «Калеве» и «Флоре». Во взрослом футболе дебютировал в составе «Калева» 15 марта 2014 года в матче высшего дивизиона Эстонии против «Левадии» (0:8), отыграв все 90 минут. В первом сезоне сыграл 3 матча за основной состав «Калева», в которых пропустил 15 голов, а его клуб в итоге вылетел в первую лигу. Следующие три сезона провёл в составе «Калева» в первой лиге, будучи резервным вратарём. В 2017 году стал серебряным призёром первой лиги и с 2018 года со своим клубом снова играл в высшей лиге. С 2017 года стал более регулярно играть за основной состав, а с 2019 года стал твёрдым игроком основного состава. Всего за «Калев» провёл более 100 матчей в чемпионатах Эстонии, из них 81 — в высшем дивизионе. Также выступал за второй состав «Калева», сыграл более 100 матчей во втором, третьем и четвёртом дивизионах.
В начале 2021 года перешёл в «Левадию», где сразу занял позицию основного вратаря. Со своим клубом стал чемпионом и обладателем Кубка Эстонии 2021 года, обладателем Суперкубка страны 2022 года. Летом 2021 года сыграл своим первые матчи в еврокубках.
Вызывался в сборные Эстонии младших возрастов, но не был их основным вратарём, сыграв за всё время лишь 8 матчей. С 2021 года вызывался в национальную сборную Эстонии в качестве запасного вратаря. 8 января 2023 года дебютировал в национальной сборной Эстонии в товарищеском матче против Исландии, отыграв полный матч.

## Достижения
- Чемпион Эстонии: 2021
- Серебряный призёр чемпионата Эстонии: 2022
- Обладатель Кубка Эстонии: 2020/21
- Обладатель Суперкубка Эстонии: 2022

### В сборной
- Обладатель Кубка Балтии по футболу: 2024